# Komsomolski (Ozinki)
Komsomolski — Комсомольский (rus) — és un poble (un khútor) de l'óblast de Saràtov, a Rússia, segons el cens del 2010 tenia 59 habitants. Pertany al districte municipal d'Ozinki.